# Elin Rubensson
Elin Ingrid Johanna Rubensson, född 11 maj 1993 i Marieholm, är en svensk fotbollsspelare. Sedan 2025 spelar hon för Häcken. Hon har gjort nästan 50 mål för svenska ungdomslandslag.

## Klubbkarriär
Efter att ha fostrats i hemortens klubb Marieholms IS och spelat för Stehags AIF värvades Elin Rubensson 2010 av allsvenska storklubben LdB FC Malmö, sedermera  FC Rosengård. Under första säsongen fick hon speltid i 13 matcher. Säsongen 2011 spelade hon i 20 matcher och gjorde 3 mål och 5 målgivande pass. Fram till 2014 hade hon varit med och tagit fyra SM-guld. Mellan 2015 och 2024 spelade hon för BK Häcken FF (tidigare Kopparbergs/Göteborg FC).
Den 13 mars 2024 värvades Rubensson av amerikanska Houston Dash, där hon skrev på ett tvåårskontrakt. I december samma år meddelade hon att hon flyttar hem till Häcken där fotbollskarriären fortsätter.

## Landslagskarriär

### U17
Rubensson spelade totalt 22 matcher för Sveriges F17-landslag, och gjorde på dessa matcher sammanlagt 24 mål.

### U19
När Sverige vann F19-EM i Antalya i Turkiet 2012 toppade Elin Rubensson turneringens skytteliga med 5 mål av de 26 som totalt gjordes i turneringen. Med 13 mål sammanlagt i kvalturnering och EM-slutspel var hon etta även i den statistiken.
Under sin tid i F19-landslaget spelade Rubensson 26 matcher och gjorde 24 mål.

### Damlandslaget
Hon har representerat Sverige i fem mästerskap:
EM: 2017, 2022
VM:  2019, 2023
OS: 2016

## Utmärkelser
Vid Fotbollsgalan 2011 var Rubensson nominerad för pris i kategorin "årets genombrott". Priset tilldelades Sofia Jakobsson. Vid Fotbollsgalan 2012 vann Rubensson samma pris som hon var nominerad till vid samma gala året före . Därmed är Rubensson en av få – alternativt ensam – om att ha nominerats till detta pris två gånger.
Elin Rubensson utsågs till "årets mittfältare" och tilldelades Diamantbollen 2023.

## Privatliv
Rubensson är gift med Filip (född 1991), och hennes man har i samband med giftermålet tagit hennes efternamn. Deras son föddes i december 2020.

### Digitala källor
- Elin Rubensson på Svenska Fotbollförbundets webbplats
- Elin Rubensson på Soccerway (engelska)